# 神奈川縣第15區
神奈川縣第15區是日本眾議院的一個小選區，設於1994年。範圍包括平塚市、茅崎市、中郡大磯町。2016年的選民人數為470,200人。

## 小選舉区選出議員
| 選舉名                 | 年     | 当選者   | 党派       | 選區範圍                       |
| ---------------------- | ------ | -------- | ---------- | ------------------------------ |
| 第41屆眾議院議員總選舉 | 1996年 | 河野太郎 | 自由民主党 | 茅崎市、平塚市、大磯町、二宮町 |
| 第42屆眾議院議員總選舉 | 2000年 | 河野太郎 | 自由民主党 | 茅崎市、平塚市、大磯町、二宮町 |
| 第43屆眾議院議員總選舉 | 2003年 | 河野太郎 | 自由民主党 | 茅崎市、平塚市、大磯町、二宮町 |
| 第44屆眾議院議員總選舉 | 2005年 | 河野太郎 | 自由民主党 | 茅崎市、平塚市、大磯町、二宮町 |
| 第45屆眾議院議員總選舉 | 2009年 | 河野太郎 | 自由民主党 | 茅崎市、平塚市、大磯町、二宮町 |
| 第46屆眾議院議員總選舉 | 2012年 | 河野太郎 | 自由民主党 | 茅崎市、平塚市、大磯町、二宮町 |
| 第47屆眾議院議員總選舉 | 2014年 | 河野太郎 | 自由民主党 | 茅崎市、平塚市、大磯町、二宮町 |
| 第48屆眾議院議員總選舉 | 2017年 | 河野太郎 | 自由民主党 | 茅崎市、平塚市、大磯町、二宮町 |
| 第49屆眾議院議員總選舉 | 2021年 | 河野太郎 | 自由民主党 | 茅崎市、平塚市、大磯町、二宮町 |
| 第50屆眾議院議員總選舉 | 2024年 |          |            |                                |